# سانکیو
سانکیو (انگلیسی: SANKYO) شرکت تولید صنعتی ژاپنی است، که در سال ۱۹۶۶ توسط کونیو بوسوجیما تأسیس شد.